# IC 387
IC 387 est une galaxie spirale intermédiaire située dans la constellation de l'Éridan. Sa vitesse par rapport au fond diffus cosmologique est de 4 485 ± 4 km/s, ce qui correspond à une distance de Hubble de 66,2 ± 4,6 Mpc (∼216 millions d'al). IC 387 a été découverte par l'astronome français Stéphane Javelle en 1893.
La classe de luminosité de IC 387 est III et elle présente une large raie HI.
À ce jour, près d'une quinzaine de mesures non basées sur le décalage vers le rouge (redshift) donnent une distance de 78,936 ± 9,224 Mpc (∼257 millions d'al), ce qui est à l'intérieur des valeurs de la distance de Hubble.

## Groupe de NGC 1667
IC 387 fait partie d'un groupe de galaxies, le groupe de NGC 1667 qui comprend au moins 9 galaxies. Les sept autres galaxies du groupe inscrites dans l'article de A.M. Garcia paru en 1993 sont NGC 1645, NGC 1659, NGC 1667, IC 2097, IC 2101, MCG -1-13-12, PGC 15779 et PGC 16061.